# Karl Frederich Zoellner
Karl Frederich Zoellner (alemany: Carl Friedrich Zöllner)  (Mittelhausen, 17 de març de 1800 - Leipzig, 25 de setembre de 1860) fou un músic alemany.
El seu renom principal descansa en l'activa participació que tingué en la propagació en favor de les societats corals a Alemanya, per les que va compondre nombroses obres. El 1833 fundà la primera Zöllner-Verein, que fou seguida de tota una sèrie d'agrupacions similars. El 1850 celebraven ja 30 d'aquestes societats un festival a Leipzig. Després de la mort de Zoellner totes les associacions es fusionaren amb el nom de Zöllner-Bund. A Leipzig tingué diversos alumnes entre ells a Ferdinand Böhme (1815-1884).
El seu fill Heinrich i el seu net Richard tambe foren músics i compositors destacats.